# جرف قإبع (الرضمة)

تعديل مصدري - تعديل

جرف قابع محلة تابعة لقرية القوفعة، التابعة لعزلة شيزر بمديرية الرضمة إحدى مديريات محافظة إب في الجمهورية اليمنية.، بلغ تعداد سكانها 80 حسب تعداد اليمن لعام 2004.